# San Juan Yautepec
San Juan Yautepec, eller enbart Yautepec är en ort i Mexiko, tillhörande kommunen Huixquilucan i delstaten Mexiko. San Juan Yautepec ligger söder om Zacamulpa och kommunhuvudorten Huixquilucan de Degollado i den centrala delen av landet och tillhör Mexico Citys storstadsområde. Orten hade 4 374 invånare vid folkmätningen 2010.